# Rue de Passy
Koordinaten: 48° 51′ N, 2° 17′ O
Die Rue de Passy liegt im 16. Arrondissement von Paris.

## Lage
Die Straße beginnt an der Avenue Paul Doumer und führt als Einbahnstraße zur Place de Costa Rica.
Am Anfang der Straße liegt die Metrostation La Muette mit der Linie  . Durch die Straße führt die Buslinie  RATP 32.

## Namensursprung
Die etwa 700 Meter lange Rue de Passy, damals noch Grande Rue de Passy, war vor der Eingemeindung zu Paris am 1. Januar 1860 die Hauptstraße im alten Dorf Passy.

## Geschichte
Die Rue de Passy ist zusammen mit der heutigen Rue Raynouard eine der ältesten Straßen der alten Gemeinde Passy. Ein Weg, der die Gemeinde umging und zum Forêt de Rouvray (Bois de Boulogne) führte, war Ursprung der Straßenführung.
Dieser Weg war eine beliebte Straße der Pariser High Society zum Château de la Muette in der Verlängerung des Cours la Reine, zum Quai de Chaillot (heute Avenue de New York) und zur sehr steil abfallenden Rue de la Montagne (heute Rue Beethoven). Er wurde zur Hauptstraße und nahm den Namen «Grande rue», dann «rue Haute» an, der bis ins 17. Jahrhundert der Name der wichtigeren Rue Raynouard war, wobei die Rue Raynouard den Namen der «rue Basse» annahm, den sie bis 1867 beibehielt. Entlang der Straße wurden mehrere Hôtels particuliers gebaut.

ehemalige Hôtels particuliers
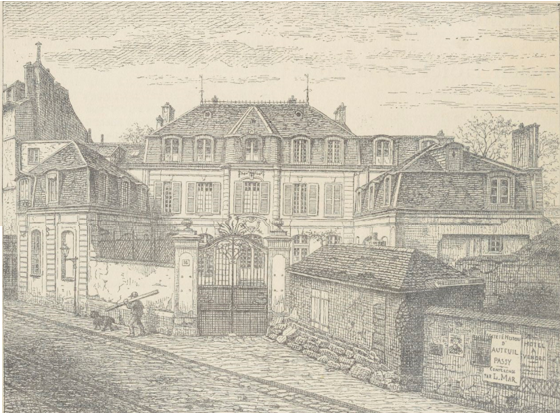
Ehemaliges Hôtel de la Folie
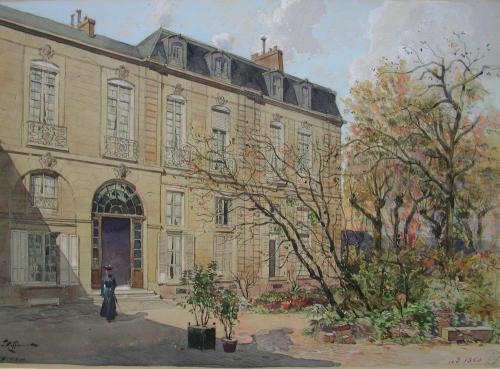
Nr. 84, Rue de Passy: Physikalisches Kabinet von Louis XV.
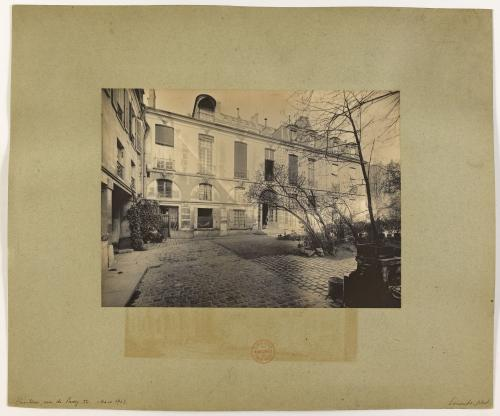
Das Physikalisches Kabinet von Louis XV. um 1900

## Sehenswürdigkeiten
Früher war die Rue de Passy eine bevorzugte Verbindungsstraße von Paris zum Bois de Boulogne. Mit ihren Luxusboutiquen ist die Rue de Passy eine der ersten Adressen in Paris.
- Nr. 12: Hier verstarb am 19. Januar 1865 der Anarchist Pierre-Joseph Proudhon.
- Nr. 64: Zwischen Mai und September 1848 lebte der deutsche Dichter Heinrich Heine in Nummer 64, wo er am 24. Mai 1848 ein Gartenhaus bezogen hatte, wie er seiner Mutter in einem Brief vom 27. Mai 1848 verrät: „Seit drei Tagen bewohne ich ein Gartenhaus in Passy; eine halbe Stunde ist dieser Ort von Paris entfernt. … Ich schreibe Dir diese Zeilen im Freyen, unter einer grünen Laube,… Meine Adresse ist jetzt: H.H., 64 de la grande rue à Passy, près de Paris.“[1]
- Nr. 80: La grande Épicerie, ein Haus mit Fassadenbegrünung
- Nr. 80/84: Die Stadt Paris verlangte 1926 einen Rückbau um 8 m.

Zwischen 1842 und 1847 lebte die Familie Busson du Maurier in einem Eckhaus mit Eingang in der Rue de Passy, während die Fenster ihrer Wohnung (französisch au-dessus de l'entresol, dt. über dem Hochparterre) – mit Ausnahme des Salons – entlang der Rue de la Pompe verliefen. Angeblich war diese Wohnung, die als Le Cabinet de Physique bezeichnet wurde, eine ehemalige Schmiedewerkstatt von Louis Seize. Hinter dem Haus befand sich ein Garten, an dessen Ende sich ein grünes Tor befand, das zu einer Privatstraße führte.

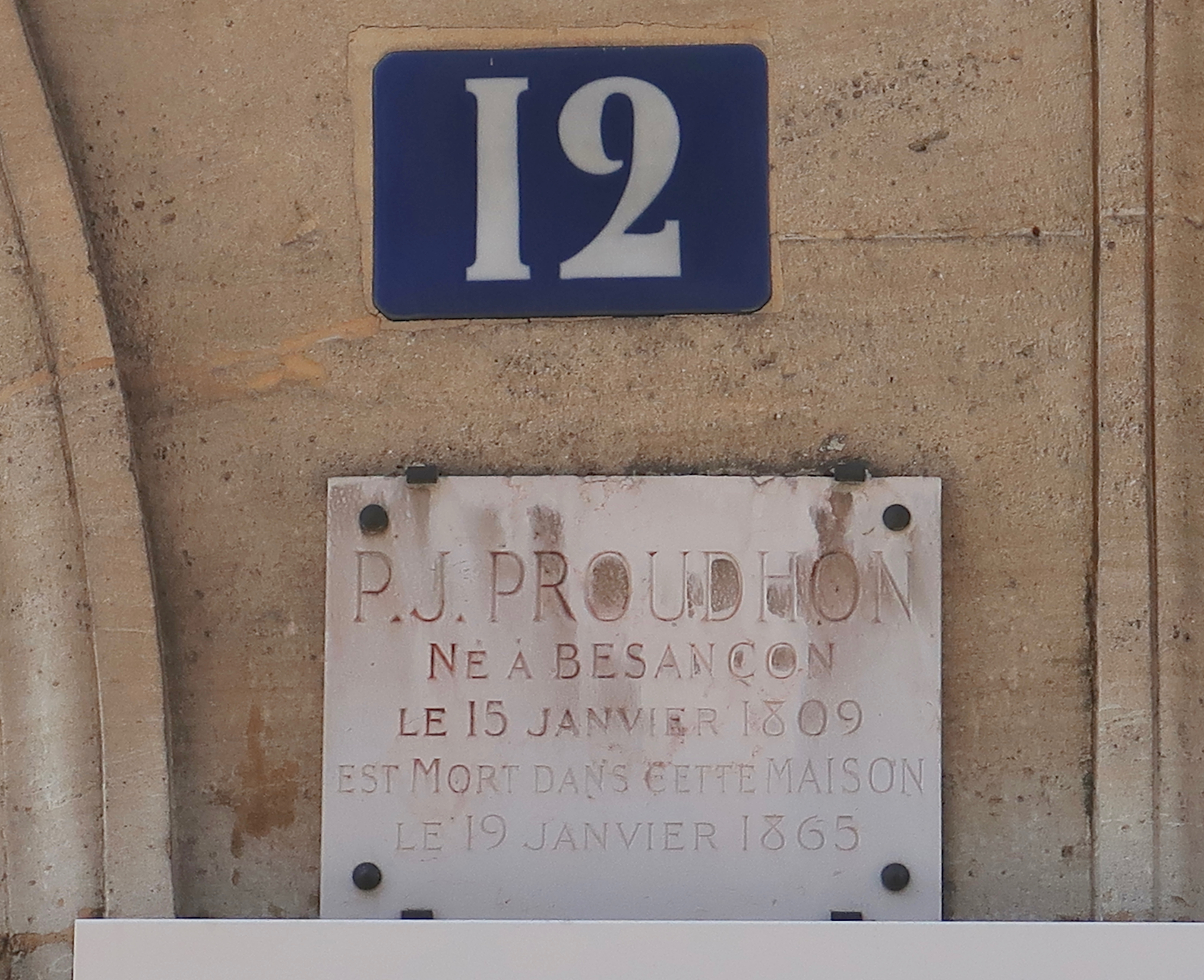
Nr. 12: Erinnerungstafel
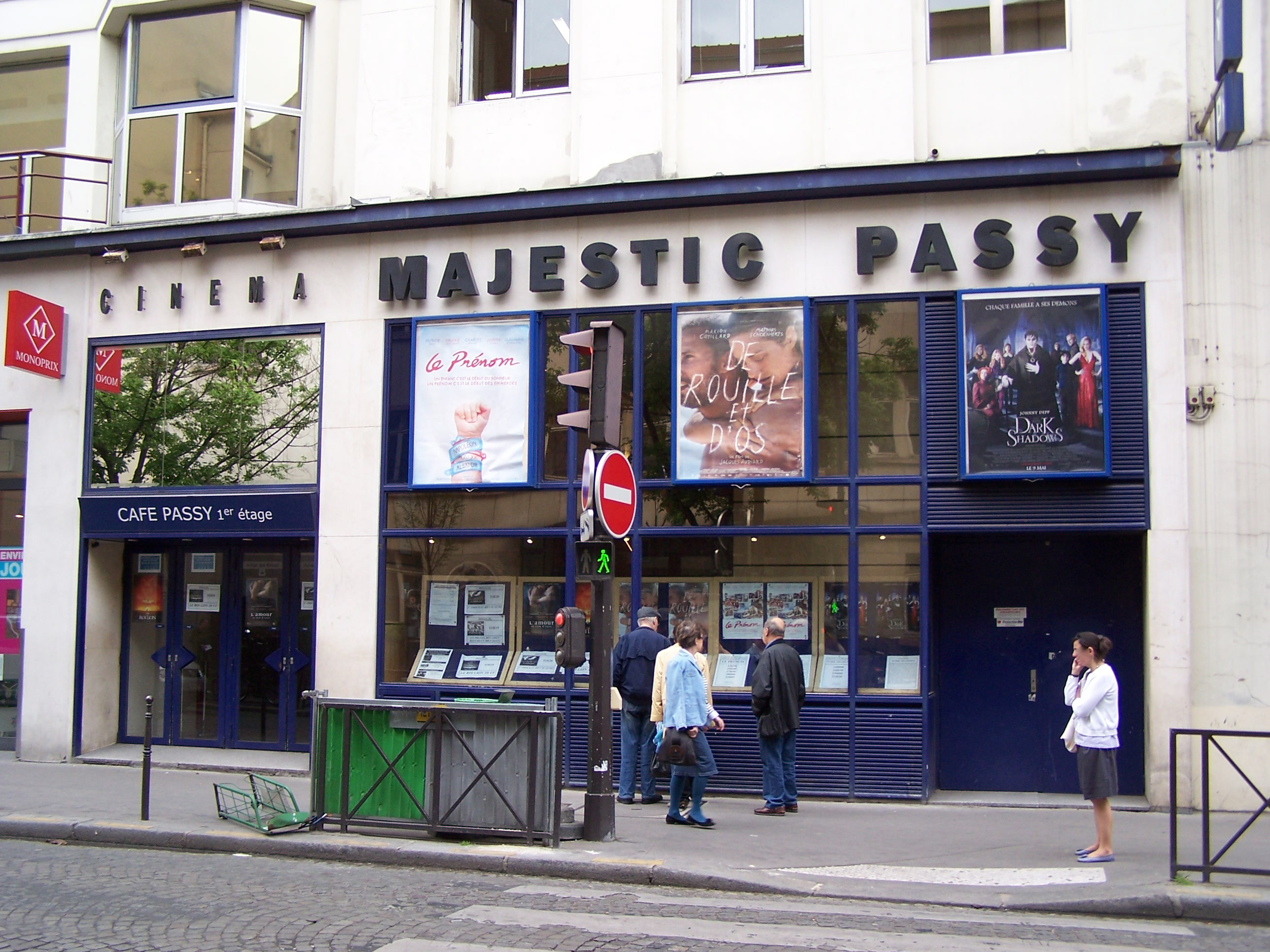
Nr. 18: Kino Majestic Passy
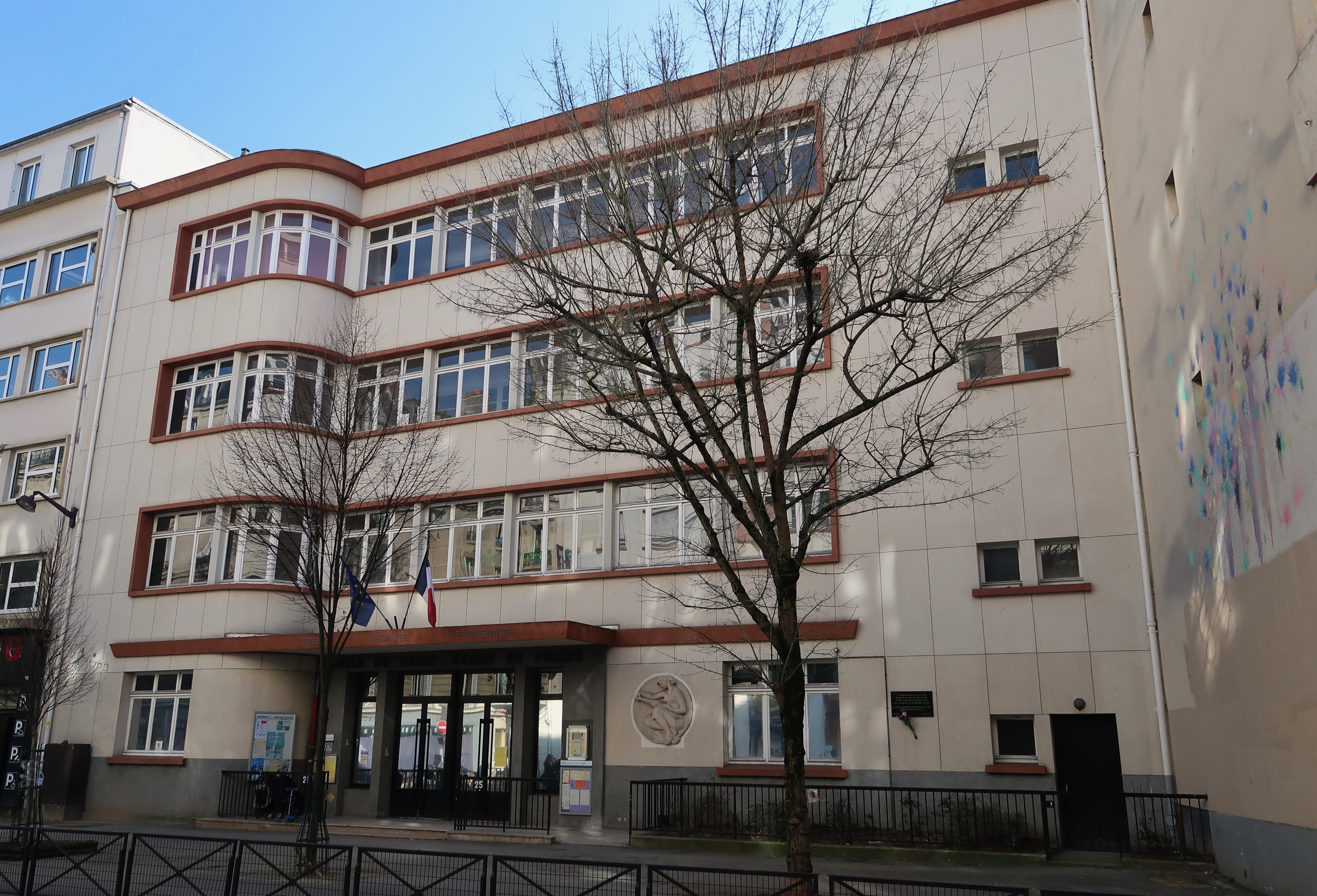
Nr. 25: École maternelle